# Lina Banzi
Lina Banzi (Milano, 1906 – ...) è stata un'altista, velocista, discobola e ginnasta italiana.
Partecipò alla prima edizione dei campionati italiani assoluti di atletica leggera aperti alle donne, conquistando il titolo italiano nel salto in alto e nella staffetta 4×75 metri. Negli 1926 ottenne altri due titoli italiani, nel salto in alto e nel lancio del disco a due mani, l'unico che sia mai stato assegnato nella storia dell'atletica italiana.

## Biografia
Nacque a Milano nel 1906 e si trasferì qualche anno dopo a Busto Arsizio con la famiglia. Si diplomò maestra e, abbandonata la carriera agonistica, si dedicò all'insegnamento dell'educazione fisica, dapprima a Legnano, poi a Gallarate e infine a Olgiate Olona, presso l'istituto antitubercolare di Villa Greppi-Gonzaga.
Sul foglio Humanitas dell'istituto antitubercolare di Olgiate Olona datato 30 novembre 1930 si può leggere un giudizio sul suo insegnamento:
(Humanitas, 30 novembre 1930)
Nel 1932 fu ammessa all'Accademia superiore femminile di educazione fisica di Orvieto, conseguendo il diploma nel 1946. Continuò ad insegnare l'educazione fisica a Orvieto e successivamente in ambito milanese, fino allo scoppio della seconda guerra mondiale.

## Campionati nazionali
- 1 volta campionessa italiana nella staffetta 4×75 m (1923)
- 2 volte campionessa italiana nel salto in alto (1923 e 1926)
- 1 volta campionessa italiana nel lancio del disco a due mani (1926)

1923
- Oro ai campionati italiani assoluti, staffetta 4×75 m - 40"8 (con Giuseppina Ferrè, Maria Piantanida e Sidonia Radice)
- Oro ai campionati italiani assoluti, salto in alto - 1,37 m
- Argento ai campionati italiani assoluti, lancio del giavellotto a due mani - 32,18 m
- Bronzo ai campionati italiani assoluti, getto del peso a due mani - 14,56 m

1926
- Oro ai campionati italiani assoluti, salto in alto - 1,30 m
- Oro ai campionati italiani assoluti, lancio del disco a due mani - 44,13 m
- Bronzo ai campionati italiani assoluti, salto misto - 3,40 m